# Segunda Categoría de Cotopaxi 2021
El Campeonato Provincial de Segunda Categoría de Cotopaxi 2021 fue un torneo de fútbol en Ecuador en el cual compitieron equipos de la provincia de Cotopaxi. El torneo fue organizado por Asociación de Fútbol Profesional de Cotopaxi (AFPC) y avalado por la Federación Ecuatoriana de Fútbol. El torneo empezó el 5 de junio y finalizó el 31 de julio. Participaron 9 clubes de fútbol y entregó tres cupos a los play-offs del Ascenso Nacional 2021 por el ascenso a la Serie B, además el campeón provincial clasificó a la primera fase de la Copa Ecuador 2022.

## Sistema de campeonato
El sistema determinado por la Asociación de Fútbol Profesional de Cotopaxi fue el siguiente:
- Primera fase: Los nueve equipos fueron divididos en dos grupos, uno de cuatro y otro de cinco clubes. Se jugó todos contra todos ida y vuelta (6 y 10 fechas), los dos primeros de cada grupo avanzaron a la fase final.
- Fase final: La jugaron los cuatro equipos clasificados de la primera fase, se enfrentaron en play-offs a partido único y determinaron a los clasificados a los treintaidosavos de final del Ascenso Nacional 2021, los primeros de cada grupo definieron al campeón y subcampeón provincial respectivamente, mientras que los segundos de cada grupo jugaron un partido único por el tercer puesto para determinar el último clasificado a los play-offs.

## Equipos participantes
| Equipos participantes                | Equipos participantes | Equipos participantes                              |
| ------------------------------------ | --------------------- | -------------------------------------------------- |
|                                      |                       |                                                    |
| Equipo                               | Ciudad                | Estadio                                            |
| Club Atlético Saquisilí              | Saquisilí             | Estadio de la Liga Deportiva Cantonal de Saquisilí |
| Club Deportivo La Unión              | Pujilí                | Estadio del Complejo La Unión                      |
| Flamengo Fútbol Club                 | Latacunga             | Estadio La Cocha                                   |
| Ídolos Football Club                 | Latacunga             | Estadio La Cocha                                   |
| Club Deportivo Latacunga City        | Latacunga             | Estadio La Cocha                                   |
| Club Universidad Técnica de Cotopaxi | Latacunga             | Estadio La Cocha                                   |
| Club Sport Norte América             | Latacunga             | Estadio La Cocha                                   |
| Club Deportivo Panamericana          | Latacunga             | Estadio La Cocha                                   |
| Club Deportivo Alianza San Felipe    | La Maná               | Estadio de la Liga Deportiva Cantonal de La Maná   |

## Equipos por cantón
| Cantón                                                        | N.º | Equipos                                                                                     |
| ------------------------------------------------------------- | --- | ------------------------------------------------------------------------------------------- |
| [[Archivo:\|20x20px\|border\|Bandera de Latacunga]] Latacunga | 6   | - Flamengo F. C. - Latacunga City - Panamericana - C. S. Norte América - Ídolos F. C. - UTC |
| Pujilí                                                        | 1   | - La Unión                                                                                  |
| Saquisilí                                                     | 1   | - Atlético Saquisilí                                                                        |
| La Maná                                                       | 1   | - Alianza San Felipe                                                                        |

| Flamengo Ídolos Latacunga City UTC Norte América Panamericana La Unión Atlético Saquisilí Alianza San Felipe |

## Primera fase

### Grupo A

#### Clasificación
| Pos. | Equipo         | Pts. | PJ | G | E | P | GF | GC | Dif. |  |
| ---- | -------------- | ---- | -- | - | - | - | -- | -- | ---- |  |
| 1    | La Unión       | 15   | 5  | 5 | 0 | 0 | 23 | 1  | +22  |  |
| 2    | Panamericana   | 9    | 5  | 3 | 0 | 2 | 6  | 14 | −8   |  |
| 3    | Flamengo F. C. | 3    | 5  | 1 | 0 | 4 | 4  | 9  | −5   |  |
| 4    | Latacunga City | 3    | 5  | 1 | 0 | 4 | 2  | 11 | −9   |  |

 Fuente: Aso Cotopaxi, Lunch Deportivo
Criterios de clasificación: 1) Puntos; 2) Diferencia de goles; 3) Goles marcados; 4) Goles de visitante
|  | Clasificado a la final y a los play-offs de Segunda Categoría 2021. |
|  | Clasificado a la definición por el tercer puesto.                   |

#### Evolución de la clasificación
| Equipo / Jornada | 01 | 02 | 03 | 04 | 05 | 06 |
| ---------------- | -- | -- | -- | -- | -- | -- |
| La Unión         | 1  | 1  | 1  | 1  | 1  | 1  |
| Panamericana     | 4  | 4  | 4  | 2  | 2  | 2  |
| Latacunga City   | 2  | 2  | 2  | 3  | 3  | 3  |
| Flamengo F. C.   | 3  | 3  | 3  | 4  | 4  | 4  |

#### Resultados
- Los horarios corresponden al huso horario de Ecuador: (UTC-5).

| La Unión       | 11 - 0 | Panamericana   | Complejo La Unión | 5 de junio | 15:30 |
| Flamengo F. C. | 0 - 2  | Latacunga City | LDC de Saquisilí  | 6 de junio | 15:00 |

| Latacunga City | 0 - 2 | La Unión       | La Cocha | 13 de junio | 11:00 |
| Panamericana   | 1 - 2 | Flamengo F. C. | La Cocha | 13 de junio | 15:00 |

| La Unión       | 1 - 0 | Flamengo F. C. | Complejo La Unión | 19 de junio | 15:30 |
| Latacunga City | 0 - 1 | Panamericana   | La Cocha          | 20 de junio | 12:00 |

| Panamericana   | 2 - 0 | Latacunga City | La Cocha         | 27 de junio | 15:00 |
| Flamengo F. C. | 1 - 3 | La Unión       | LDC de Saquisilí | 27 de junio | 15:00 |

| La Unión       | 6 - 0 | Latacunga City | Complejo La Unión | 3 de julio | 11:00 |
| Flamengo F. C. | 1 - 2 | Panamericana   | LDC de Saquisilí  | 4 de julio | 15:00 |

| Panamericana   | - | La Unión       | No se programó | No se programó | No se programó |
| Latacunga City | - | Flamengo F. C. | No se programó | No se programó | No se programó |

#### Tabla de resultados cruzados
| Local \ Visitante | UNI | PAN  | FLA | LCT |
| ----------------- | --- | ---- | --- | --- |
| La Unión          | —   | 11–0 | 1–0 | 6–0 |
| Panamericana      | —   | —    | 1–2 | 2–0 |
| Flamengo F. C.    | 1–3 | 1–2  | —   | 0–2 |
| Latacunga City    | 0–2 | 0–1  | —   | —   |

### Grupo B

#### Clasificación
| Pos. | Equipo              | Pts. | PJ | G | E | P | GF | GC | Dif. |  |
| ---- | ------------------- | ---- | -- | - | - | - | -- | -- | ---- |  |
| 1    | Atlético Saquisilí  | 22   | 8  | 7 | 1 | 0 | 34 | 3  | +31  |  |
| 2    | UTC                 | 13   | 8  | 4 | 1 | 3 | 13 | 8  | +5   |  |
| 3    | Ídolos F. C.        | 13   | 8  | 4 | 1 | 3 | 12 | 8  | +4   |  |
| 4    | C. S. Norte América | 10   | 8  | 3 | 1 | 4 | 10 | 21 | −11  |  |
| 5    | Alianza San Felipe  | 0    | 8  | 0 | 0 | 8 | 3  | 32 | −29  |  |

 Fuente: Aso Cotopaxi, Lunch Deportivo
Criterios de clasificación: 1) Puntos; 2) Diferencia de goles; 3) Goles marcados; 4) Goles de visitante
|  | Clasificado a la final y a los play-offs de Segunda Categoría 2021. |
|  | Clasificado a la definición por el tercer puesto.                   |

#### Evolución de la clasificación
| Equipo / Jornada    | 01 | 02 | 03 | 04 | 05 | 06 | 07 | 08 | 09 | 10 |
| ------------------- | -- | -- | -- | -- | -- | -- | -- | -- | -- | -- |
| Atlético Saquisilí  | 3  | 2  | 2  | 1  | 1  | 1  | 1  | 1  | 1  | 1  |
| UTC                 | 2  | 1  | 1  | 2  | 2  | 2  | 3  | 3  | 3  | 2  |
| Ídolos F. C.        | 1  | 3  | 3  | 3  | 3  | 3  | 2  | 2  | 2  | 3  |
| C. S. Norte América | 5  | 5  | 4  | 4  | 4  | 4  | 4  | 4  | 4  | 4  |
| Alianza San Felipe  | 4  | 4  | 5  | 5  | 5  | 5  | 5  | 5  | 5  | 5  |

#### Resultados
- Los horarios corresponden al huso horario de Ecuador: (UTC-5).

| C. S. Norte América | 0 - 4              | UTC                | La Cocha           | 6 de junio         | 11:00              |
| Alianza San Felipe  | 1 - 5              | Ídolos F. C.       | La Cocha           | 6 de junio         | 14:00              |
| Libre:              | Atlético Saquisilí | Atlético Saquisilí | Atlético Saquisilí | Atlético Saquisilí | Atlético Saquisilí |

| Atlético Saquisilí | 9 - 0              | C. S. Norte América | La Cocha                 | 12 de junio        | 15:30              |
| Ídolos F. C.       | 0 - 1              | UTC                 | Liga Barrial de Pilacoto | 13 de junio        | 11:00              |
| Libre:             | Alianza San Felipe | Alianza San Felipe  | Alianza San Felipe       | Alianza San Felipe | Alianza San Felipe |

| C. S. Norte América | 5 - 1        | Alianza San Felipe | La Cocha     | 19 de junio  | 11:00        |
| UTC                 | 0 - 0        | Atlético Saquisilí | La Cocha     | 19 de junio  | 16:00        |
| Libre:              | Ídolos F. C. | Ídolos F. C.       | Ídolos F. C. | Ídolos F. C. | Ídolos F. C. |

| Ídolos F. C.       | 2 - 0 | C. S. Norte América | Liga Barrial de Pilacoto | 23 de junio | 11:00 |
| Alianza San Felipe | 0 - 4 | Atlético Saquisilí  | La Cocha                 | 23 de junio | 15:00 |
| Libre:             | UTC   | UTC                 | UTC                      | UTC         | UTC   |

| Atlético Saquisilí | 3 - 0               | Ídolos F. C.        | La Cocha            | 26 de junio         | 15:30               |
| UTC                | 2 - 0               | Alianza San Felipe  | La Cocha            | 27 de junio         | 11:00               |
| Libre:             | C. S. Norte América | C. S. Norte América | C. S. Norte América | C. S. Norte América | C. S. Norte América |

| UTC          | 0 - 1              | C. S. Norte América | La Cocha                 | 3 de julio         | 15:30              |
| Ídolos F. C. | 2 - 0              | Alianza San Felipe  | Liga Barrial de Pilacoto | 4 de julio         | 11:00              |
| Libre:       | Atlético Saquisilí | Atlético Saquisilí  | Atlético Saquisilí       | Atlético Saquisilí | Atlético Saquisilí |

| C. S. Norte América | 1 - 4              | Atlético Saquisilí | La Cocha           | 10 de julio        | 11:00              |
| UTC                 | 0 - 3              | Ídolos F. C.       | La Cocha           | 10 de julio        | 16:00              |
| Libre:              | Alianza San Felipe | Alianza San Felipe | Alianza San Felipe | Alianza San Felipe | Alianza San Felipe |

| Atlético Saquisilí | 3 - 1        | UTC                 | La Cocha       | 17 de julio  | 11:30        |
| Alianza San Felipe | 0 - 2        | C. S. Norte América | Ignacio Flores | 18 de julio  | 13:00        |
| Libre:             | Ídolos F. C. | Ídolos F. C.        | Ídolos F. C.   | Ídolos F. C. | Ídolos F. C. |

| C. S. Norte América | 1 - 1 | Ídolos F. C.       | La Cocha | 21 de julio | 11:00 |
| Atlético Saquisilí  | 8 - 1 | Alianza San Felipe | La Cocha | 21 de julio | 15:30 |
| Libre:              | UTC   | UTC                | UTC      | UTC         | UTC   |

| Alianza San Felipe | 0 - 4               | UTC                 | Ignacio Flores           | 25 de julio         | 12:00               |
| Ídolos F. C.       | 0 - 3               | Atlético Saquisilí  | Liga Barrial de Pilacoto | 25 de julio         | 12:00               |
| Libre:             | C. S. Norte América | C. S. Norte América | C. S. Norte América      | C. S. Norte América | C. S. Norte América |

#### Tabla de resultados cruzados
| Local \ Visitante   | SAQ | ASF | IDO | UTC | CSN |
| ------------------- | --- | --- | --- | --- | --- |
| Atlético Saquisilí  | —   | 8–1 | 3–0 | 3–1 | 9–0 |
| Alianza San Felipe  | 0–4 | —   | 1–5 | 0–4 | 0–2 |
| Ídolos F. C.        | 0–3 | 2–0 | —   | 0–1 | 2–0 |
| UTC                 | 0–0 | 2–0 | 0–3 | —   | 0–1 |
| C. S. Norte América | 1–4 | 5–1 | 1–1 | 0–4 | —   |

## Fase final

### Partido por el tercer puesto
| Fecha              | Lugar  | Equipo 1     |                                                     | Resultado |                                                     | Equipo 2 |
| ------------------ | ------ | ------------ | --------------------------------------------------- | --------- | --------------------------------------------------- | -------- |
| 31 de julio, 11:00 | Pujilí | Panamericana | [[Archivo:\|20x20px\|border\|Bandera de Latacunga]] | 1 – 6     | [[Archivo:\|20x20px\|border\|Bandera de Latacunga]] | UTC      |

### Final
| Fecha              | Lugar  | Equipo 1 |  | Resultado     |  | Equipo 2           |
| ------------------ | ------ | -------- |  | ------------- |  | ------------------ |
| 31 de julio, 15:00 | Pujilí | La Unión |  | (5) 1 – 1 (3) |  | Atlético Saquisilí |

| |
| Campeón Club Deportivo La Unión 3.er título Clasificado a los play-offs de la Segunda Categoría 2021. |
| También clasificó Atlético Saquisilí como subcampeón y el Club UTC como tercer lugar.                 |

## Clasificación general
| Pos. | Equipos             | Prom. | Pts. | PJ | PG | PE | PP | GF | GC | Dif. | Fase en la que concluyó su participación |
| ---- | ------------------- | ----- | ---- | -- | -- | -- | -- | -- | -- | ---- | ---------------------------------------- |
| 1.   | La Unión (C)        | 2.667 | 16   | 6  | 5  | 1  | 0  | 24 | 2  | +22  | Final                                    |
| 2.   | Atlético Saquisilí  | 2.556 | 23   | 9  | 7  | 2  | 0  | 35 | 4  | +31  | Final                                    |
| 3.   | UTC                 | 1.778 | 16   | 9  | 5  | 1  | 3  | 19 | 9  | +10  | Definición del tercer puesto             |
| 4.   | Panamericana        | 1.500 | 9    | 6  | 3  | 0  | 3  | 7  | 20 | −13  | Definición del tercer puesto             |
| 5.   | Ídolos F. C.        | 1.625 | 13   | 8  | 4  | 1  | 3  | 12 | 8  | +4   | Primera fase                             |
| 6.   | C. S. Norte América | 1.250 | 10   | 8  | 3  | 1  | 4  | 10 | 21 | −11  | Primera fase                             |
| 7.   | Flamengo F. C.      | 0.600 | 3    | 5  | 1  | 0  | 4  | 4  | 9  | −5   | Primera fase                             |
| 8.   | Latacunga City      | 0.600 | 3    | 5  | 1  | 0  | 4  | 2  | 11 | −9   | Primera fase                             |
| 9.   | Alianza San Felipe  | 0.000 | 0    | 8  | 0  | 0  | 8  | 3  | 32 | −29  | Primera fase                             |

## Goleadores
| Pos. | Jugador        | Equipo             | Goles |
| ---- | -------------- | ------------------ | ----- |
| 1    | Kevin Valencia | Atlético Saquisilí | 12    |
| 2    | Kevin Quiñónez | UTC                | 8     |
| 3    | Roger Escobar  | UTC                | 6     |
| 4    | Héctor Penayo  | La Unión           | 6     |
| 5    | Guiner Vergara | La Unión           | 6     |